# 曹廷甫
曹廷甫（1927年—2017年5月26日），陕西省子洲县人，中国政治人物。曾任共青团陕西省委书记、陕西省水利水土保持厅厅长。

## 生平
1927年出生于陕西省子洲县马蹄沟镇三皇峁村。1941年马蹄沟小学毕业后就读于绥德师范。1944年加入中国共产党。1948年12月开始在青年团绥德地委工作。1950年至1953年，在青年团宝鸡地委工作，历任组织部长、副书记、书记、团省委常委。1955年1月调至团省委工作，历任青年工作部部长、组织部长、副书记。1958年至1959年，兼任团宝鸡市委书记、中共宝鸡市委委员。1964年7月当选第九届团中央委员。1965年2月至1966年5月，任团省委书记。连任省青年联合会第三届、四届主席。1966年6月，作为中国青年体育代表团团长赴尼泊尔加德满都，参加尼泊尔第二届全国青年联欢节。 
1970年，任陕西省革命委员会水电组副组长。1982年，任省水保局局长。1983年4月至1987年10月，任省水利水土保持厅厅长。1988年5月至1993年，任陕西省人大常委会委员。1993年12月离职休养。是中国水土保持学会第一届理事会常务理事（1986年－1992年）、第二届理事会名誉理事。晚年任陕西省老区建设促进会副会长、陕西省老年工作者协会会长等职。编著《水土情怀》。
2017年5月26日在西安逝世。